# 阿罗奥库特特伊
阿罗奥库特特伊（Arookutty），是印度喀拉拉邦Alappuzha县的一个城镇。总人口17387（2001年）。

## 人口
该地2001年总人口17387人，其中男性8608人，女性8779人；0—6岁人口1955人，其中男979人，女976人；识字率80.40%，其中男性为85.35%，女性为75.56%。